# Fryderyk I (książę Dolnej Lotaryngii)
Fryderyk (I), numerowany też Fryderyk II w ramach dynastii (ur. ok. 1003 - zm. 18 maja 1065 roku) – książę Dolnej Lotaryngii w latach 1046-1065 z dynastii Luksemburgów, hrabia Antwerpii od 1046 do 1049, od 1047 wójt Stablo i Malmedy. Drugi co do starszeństwa syn Fryderyka z Luksemburga, hrabiego Moselgau (okolice Metz), wnuk założyciela dynastii Zygfryda.
Gdy władca Górnej i Dolnej Lotaryngii Gozelo I Wielki zmarł w 1044 roku, cesarz Henryk III Salicki nie chciał, aby w czyimkolwiek ręku skumulowała się władza, jaką miał Gozelo I. Dlatego też Dolną Lotaryngię nadał jego synowi Gozelo II Próżniakowi, Górna zaś przypadła jego starszemu synowi Gotfrydowi II (III) Brodatemu. Władca chciał ją w pewnym momencie nadać upośledzonemu bratu lub kuzynowi książąt, nieznanemu z imienia. W odpowiedzi na to Gotfryd zbuntował się przeciw cesarzowi i najechał na Verdun w domenie Gozelo. Henryk III uwięził Gozelo i formalnie pozbawił go księstwa w 1047 roku, a władzę w Górnej Lotaryngii nadał Adalbertowi. W akcji militarnej wspomagali go Fryderyk i jego brat biskup Metzu Adalbert III.
Już w 1046 zmarł Gozelo II, a wdzięczny cesarz nadał Fryderykowi Dolną Lotaryngię. Książę pozostał wierny Henrykowi III i jego następcy Henrykowi IV, jednak ten wydzielał z jego domeny mniejsze parcele dla dzielnych rycerzy. W latach 1046–1049 był także hrabią Antwerpii, jednak tą odebrał mu Baldwin V Flandryjski. Zmarł w 1065 roku podczas wojny z arcybiskupem Kolonii Anno II. Dolna Lotaryngia powróciła do Gotfryda Brodatego.
Fryderyk po raz pierwszy ożenił się z Gebergą (zm. 1049), córką Eustachego I z Boulogne, z którą miał córkę Juttę, żonę Walrama, hrabiego Arlon. Jego drugą żoną od ok. 1055 była Ida (zm. 1102), córka Bernarda II z Saksonii; po jego śmierci żona Alberta III, hrabiego Namur.